# Coelichneumon caesareus
Coelichneumon caesareus là một loài tò vò trong họ Ichneumonidae.